# Constantino II de Escocia
Constantino II de Escocia (Constantín mac Áeda en gaélico, «Constantino, hijo de Aed»; 879-Saint Andrews, 952) fue uno de los primeros reyes de Escocia, conocido en aquella época con su nombre gaélico Alba. El Reino de Alba, denominación que comienza a utilizarse en época de Constantino, está situado en la actual Escocia. 
El núcleo del reino estaba formado por los territorios existentes alrededor del río Tay. Su límite sur era el río Forth, hacia el norte se extendía por lo menos hasta el fiordo Moray y tal vez hasta Caithness, mientras que sus límites occidentales exactos son desconocidos. El abuelo de Constantino, Kenneth I de Escocia (Cináed mac Ailpín, f. 858), fue el primero de la Casa de Alpin en ser reconocido como rey, aunque bajo el título de rey de los pictos. Constantino modificó el título a rey de Alba, debe considerarse como parte de una amplia transformación de la antigua Pictlandia y los orígenes del reino de Alba se remontan a la época de la vida de Constantino. 
El reinado de Constantino, al igual que el de sus predecesores, estuvo marcado por las acciones de los gobernantes vikingos establecidos en toda la isla de Gran Bretaña y en Irlanda, particularmente de la dinastía Uí Ímair (es decir, los nietos de Ivar Ragnarsson, al que se conocía también como Ímar. Durante el gobierno de Constantino, los gobernantes de los reinos sureños de Wessex y Mercia, dos de los reinos de la Heptarquía anglosajona que posteriormente confluyeron en el Reino de Inglaterra, extendieron sus dominios hacia el norte en los disputados territorios de Northumbria. Aunque Constantino se alió con dichos monarcas del sur contra los vikingos en un primer momento, más tarde entró en conflicto con sus antiguos aliados anglosajones. El rey Athelstan de Inglaterra consiguió asegurarse la sumisión de Constantino en 927 y, nuevamente, en 934. Sin embargo, ambos volvieron a enfrentarse cuando Constantino, aliado con el reino britano de Strathclyde y con el reino vikingo de Dublín, invadió Inglaterra en el año 937, aunque fueron derrotados en la batalla de Brunanburh. En el 943 Constantino abdicó y se retiró al monasterio de Céli Dé en Saint Andrews, donde falleció en 952. Fue sucedido por el hijo de su predecesor, Máel Coluim mac Domnaill, es decir, Malcolm I de Escocia. 
Constantino I reinó durante 43 años, superado tan solo en toda la historia de Escocia por Guillermo I antes de la unión de las coronas escocesa e inglesa en 1603. Durante su reinado las palabras Scots y Scotland (en inglés antiguo: Scottas, Scotland) fueron utilizadas por primera vez para referirse a Escocia. Las primeras evidencias de instituciones administrativas y eclesiásticas que durarán hasta la Revolución davidiana también aparecieron en esta época.

## Fuentes

Árbol genealógico de la Casa de Alpin, en el que aparece señalado Constantino II.

## Vikingos y obispos

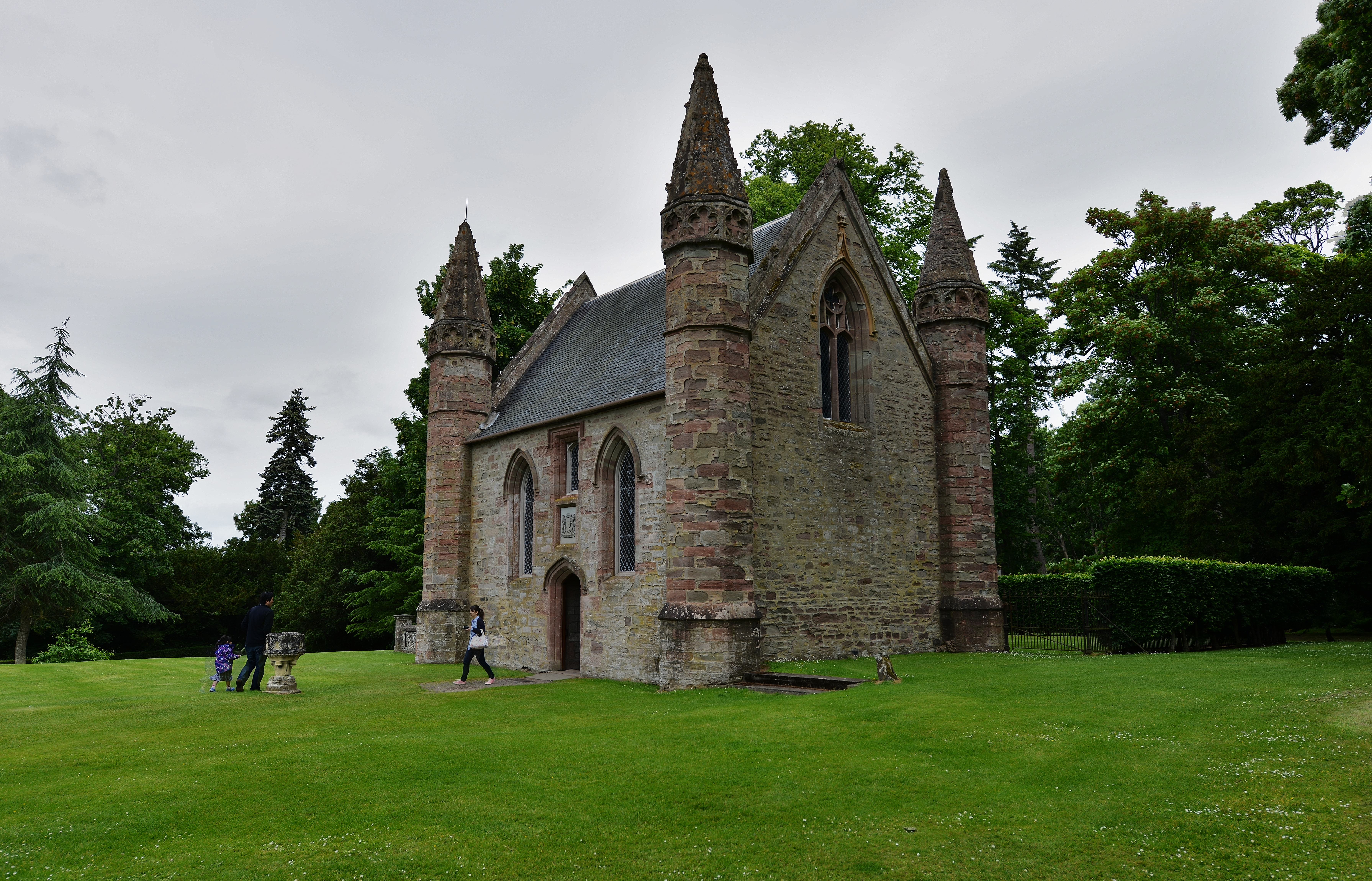
La colina Moot en Scone, quizás la Colina de la Fe descrita en 906.

La primera referencia en la Crónica de los reyes de Alba del reinado de Constantino es un ataque de los vikingos y el saqueo de Dunkeld «y de toda Albania» en su tercer año. Es la primera vez que se usa la palabra Albania, la palabra en latín para el gaélico antiguo Alba, ya que la Crónica hasta entonces llamaba a las tierras de los descendientes de Kenneth I como Pictavia.
Estos noruegos pudieron pertenecer al grupo de exiliados de Dublín en 902 o el mismo grupo que derrotó a Domnall en 900. La Crónica detalla que los norteños fueron asesinados en Srath Erenn, lo que se confirma en los Anales de Úlster que relata la muerte de Ivar II y otros hombres a manos de las gentes de Fortriu en 904. Ivar II fue el primero de los Ui Ímair, además de otros tres nietos de Ivar que también aparecieron a finales del reinado de Constantino. Los Anales fragmentarios de Irlanda relatan la batalla y atribuyen la derrota de los noruegos a la intercesión de Columba de Iona gracias al ayuso y el rezo. El Chronicon Scotorum alberga quizás una cita incorrupta de 904 de esta batalla.

El siguiente evento citado en la Crónica de los reyes de Alba data de 906 y ha sido objeto de debate en cuanto a su significado:
El rey Constantino y el obispo Cellach se reunieron en la Colina de la Fe cerca de la ciudad real de Scone y se comprometieron a que las leyes y las disciplinas de la fe y las leyes de las iglesias y los evangelios deberían permanecer pariter cum Scottis.
La frase pariter cum Scottis en el texto latino de la Crónica ha sido traducido de diversas maneras. William Forbes Skene y Alan Orr Anderson propusieron que debería leerse como «conforme las costumbres de los gaélicos», relacionándolo con las demandas de la lista del rey de que Giric liberó a la iglesia de la opresión secular y se adaptó a la tradición irlandesa. Asimismo, ha sido leído como «junto a los gaélicos», sugiriendo la participación o presencia de los gaélicos en las costas tanto occidentales como orientales. Finalmente, se ha sugerido que fue la ceremonia que prosiguió «las costumbres de los gaélicos» y no sus acuerdos.
La idea de que esta reunión acordó defender las leyes irlandesas que rigen la iglesia ha sugerido que fue un importante paso en la gaelización de las tierras al este de Druim Alban. Otros han propuesto que la ceremonia de algún modo promocionaba el reinado de Constantino, precediendo a inauguraciones reales en Scone. Alternativamente, si el obispo Cellach fue nombrado por Giric, puede que la reunión quisiera cerrar heridas entre corona e iglesia.

## Regreso de los Uí Ímair

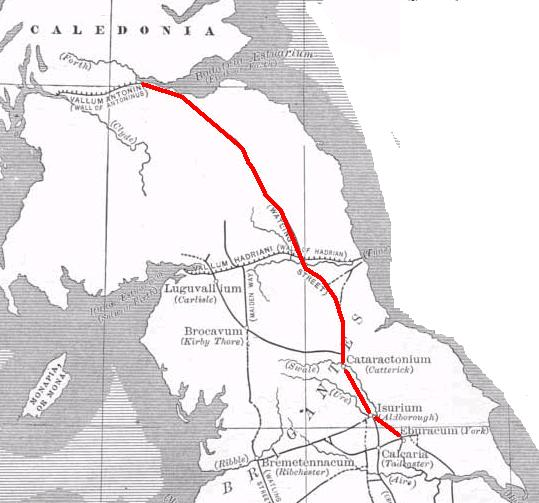
La calle Dere; Corbridge está al sur del muro de Adriano en el centro del mapa.

Trascurridos los eventos en Scone, apenas hay referencias durante una década. Los Anales fragmentarios de Irlanda relatan un episodio, quizás referido a hechos posteriores al año 911, que relatan que la reina Ethelfleda de Mercia se alió con los gobernantes irlandeses y norteños contra los noruegos de las costas occidentales de Northumbria. Los Anales de Úlster describen la derrota de una flota irlandesa del reinado de Ulaid por los vikingos «en las costas de Inglaterra» sobre esta época.
Existen más avistamientos de barcos vikingos desde el mar de Irlanda desde 914 en adelante. En 916 la flota liderada por Sihtric Cáech y Ragnall, nietos de Ivar, era muy activa en Irlanda. Sihtric infligió una gran derrota a las armadas de Leinster y reconquistó Dublín en 917. Al año siguiente Ragnall parece haber regresado de nuevo a través del mar de Irlanda y se estableció como monarca de York. La zona septentrional de Northumbria, y quizás todo el reino, fue probablemente gobernado por Ealdred I de Bernicia, hijo de Eadwulf II, desde 913. Debido a la invasión de Ragnall, Ealdred marchó al norte en busca del auxilio de Constantino. Ambos avanzaron al sur para enfrentarse a Ragnall, produciéndose una batalla en algún punto a las orillas del río Tyne, probablemente en Corbridge donde la calle Dere cruza el río. La batalla de Corbridge no parece haber sido concluyente; la Crónica de los reyes de Alba es la única fuente que da la victoria a Constantino, los Anales de Úlster relata que ninguno de los reyes ni mormaer de Alba fallecieron. Esta es la primera vez que se usa la palabra mormaes y, además de conocer que el reino de Constantino albergaba obispados y villas reales, es la única evidencia de las instituciones del reino.
La única fecha conocida con seguridad en esta fecha es la muerte de la reina Ethelfleda de Wessex el 12 de junio de 918 en Tamworth, Staffordshire. Ethelfleda había estado negociando con Northumbria para obtener su vallasaje, aunque su fallecimiento terminó con los acuerdos y su sucesor, su hermano Eduardo el Viejo, quien ocupó el control del Reino de Mercia. Tras Corbrige, Ragnall apenas disfrutó de un breve descanso, pues Eduardo se había asegurado Mercia y había construido un burh en Bakewell en el Distrito de Peak donde sus armadas podían atacar fácilmente al norte. Un ejército dirigido por el pariente de Ragnall, Sihtric, atacó Mercia en 919, aunque Eduardo se reunió con Ragnall en 920 o 921 junto a otros monarcas. La Crónica anglosajona relata que estos reyes «eligieron a Eduardo como padre y señor», entre los que se encontraba Constantino, Ealdred I de Bernicia y el rey de Strathclyde, Owen I. De nuevo, aparece un nuevo vocablo por primera vez: scottas, del que deriva la palabra escocés y describe a los habitantes del reino de Constantino en el ejercicio de estos eventos.

## Athelstan
La crónica de John de Worcester sugiere que Athelstan presentó oposición a Constantino, Owen I y otros monarcas galeses. Guillermo de Malmesbury escribe que Gofraid, junto al hijo mayor de Sihtric Olaf Cuaran huyeron al norte y pidieron refugio a Constantino, quien marchó a la guerra contra Athelstan. Más tarde, se produjo un encuentro en el puente Eamont el 12 de julio de 927 en el que Constantino, Owen I, Hywel Dda y Ealdred «renunciarían a toda idolatría», es decir, que no se aliarían con los reyes vikingos. Guillermo relata que Athelstan fue padrino de un hijo de Constantino, quizás Indulf, durante la audiencia.
Athelstan continuó su avance hacia el norte gracias al reconocimiento de los monarcas galeses. Durante los siguientes siete años hay una ausencia de fuentes. Los reyes galeses a menudo visitaban la corte de Athelstan, hecho que no ocurrió con Constantino ni Owen I. La ausencia de fuentes hace difícil comprender los motivos de Athelstan para su invasión en 934, aunque dicha invasión aparece brevemente en la Crónica anglosajona, son autores más tardíos como John de Worcester, Guillermo de Malmesbury, Enrique de Huntingdon y Simeón de Durham quien añaden detalles del suceso. El ejército de Athelstan comenzó a reunirse en Winchester el 28 de mayo de 934 y llegaron al norte de Nottingham el 7 de junio. Athelstan estuvo acompañado de varios líderes, incluyendo los monarcas galeses Hywel Dda, Idwal Foel y Morgan ab Owain. Desde Mercia continuaron hasta Chester-le-Street, antes de continuar la marcha acompañados de una flota de barcos. Owen I fue derrotado y Simeón relata que la armada llegó tan al norte como Dunnottar y Fortriu, mientras que la flota alcanzó Caithness, quizás incluso Sutherland. Es improbable que la autoridad de Constantino se impusiera tan al norte, por lo que los ataques se habrían dirigido también a sus aliados, siendo meras expediciones de saqueo.
Los Anales de Clonmacnoise relatan que «los escoceses lo obligaron [a Athelstan] a regresar sin una gran victoria», mientras que Enrique de Huntingdom escribe que los ingleses no encontraron oposición. Quizás un acuerdo terminó con la cuestión, ya que según John de Worcester, el hijo de Constantino fue entregado como rehén a Athelstan y el mismo Constantino acompañó al monarca inglés hacia el sur. Constantino fue testigo de una cédula real con Athelstan en Buckingham el 13 de septiembre de 934 en el que es descrito como subregulus, es decir, un rey reconociendo su vasallaje hacia Athelstan. Sin embargo, no hay evidencia de que Constantino se hubiera sometido a Athelstan en ningún momento. Al año siguiente, Constantino regresó a la corte de Athelstan, esta vez en Cirencester donde aparece como testigo junto a Owen I y Hywel Dda. La Navidad de 935 Owen I estaba de nuevo en la corte con los reyes galeses, aunque Constantino no se hallaba allí. Su regreso a Inglaterra dos años más tarde sería en circunstancias muy diferentes.

## Invasión de Inglaterra
Tras su ausencia en la corte de Athelstan en 935, no hay registros de Constantino hasta dos años más tarde, cuando, junto a Owen I y Olaf Guthfrithson de Dublín, Constantino invadió Inglaterra. La consecuencia fue la batalla de Brunanburh que se describe en los Anales de Úlster.
se libró cruelmente una gran batalla, lamentable y terrible en la cual cayeron incontables miles de norteños. Por otro lado, cayeron una multitud de sajones; aunque Athelstan, el rey de los sajones, obtuvo una gran victoria.
La batalla fue recordada en Inglaterra durante generaciones como «la Gran Batalla». A la hora de abordar el evento, la Crónica anglosajona abandona su usual estilo conciso en favor de un poema heroico explicando la gran victoria, donde se dice que el «canoso» Constantino, de 60 años de edad, perdió un hijo, como confirma la Crónica de los reyes de Alba. Los Anales de Clonmacnoise lo llaman Cellach. A pesar de su fama, la localización de la batalla es desconocida y se han propuesto varios lugares, siendo Bromborough on the Wirral la más consensuada.
Brununburh, a pesar de que ser una célebre y sangrienta batalla, no selló la disputa. El 27 de octubre de 939 Athelstan falleció en Malmesbury y, a pesar de que su reino pareció seguro tras la victoria de Brunanburh, colapsó en poco más de un año tras su muerte cuando Amlaíb regresó de Irlanda y asedió Northumbria y el Danelaw mercio. El nuevo monarca Edmundo I estuvo el restante reinado de Constantino intentando reconstruir su reino.

## Abdicación y últimos años
El hijo de Constantino, Indulf, probablemente bautizado en 927, habría sido un candidato demasiado joven para ser nombrado sucesor del reino a comienzo de 940 y el heredero más obvio era el sobrino de Constantino, Malcolm I, quien nació no más tarde de 901, por lo que en esa fecha no sería joven y estaría impaciente. Constantino abdicó en 943, voluntariamente o no, aunque la Profecía de Berchán del siglo XI relata que no lo fue, y ingresó en un monasterio, dejando su reino a Malcolm.

A pesar de que su retiro pudo ser involuntario, la Vida de Cathróe de Metz y la Profecía de Berchán describen a Constantino como un rey devoto. El monasterio al que se retiró y del que fue abad fue probablemente Saint Andrews, que fue refundado durante su reinado con el nuevo movimiento Céli Dé, que se distribuyó por todo el Reino de Alba hasta que fue reemplazado en el siglo XII por las nuevas órdenes provenientes de Francia. Seis años más tarde la Crónica de los reyes de Alba relata:
[Malcolm I] atacó a los ingleses hasta el río Tees y tomó por la fuerza a una multitud de personas y muchos rebaños: los escoceses lo llamaron la incursión de Albidosorum, es decir, Nainndisi. Aunque otros dicen que Constantino realizó esta incursión, exigiendo al rey, Malcolm, que le devolviera su reino durante una semana para que pudiera visitar a los ingleses. De hecho, fue Malcolm quien lideró la incursión, aunque Constantino lo incitó, tal y como he relatado.
Woolf sugiere que la asociación de Constantino con la incursión es un añadido posterior, derivado de una saga o poema perdido.
La muerte de Constantino en 952 es recogido en los Anales irlandeses. Su hijo Indulf se convirtió en monarca tras la muerte de Malcolm. El último descendiente de Constantino que se convirtió en rey fue su biznieto Constantino III. La estructura del reino que estableció Constantino continuó hasta la Revolución davidiana en el siglo XII.

## En la cultura popular
Constantino II de Escocia fue representado por el actor Rod Hallett en la serie The Last Kingdom durante su quinta temporada en 2022.